# Kelly Fairchild
Pour les articles homonymes, voir Fairchild.
Kelly Fairchild (né le 9 avril 1973 à Hibbing, Minnesota aux États-Unis) est un joueur professionnel américain de hockey sur glace.

## Carrière de joueur
Joueur américain qui a évolué la grande majorité de sa carrière professionnelle dans les ligues de hockey mineures d'Amérique du Nord. Au cours de sa carrière, il réussit tout de même à jouer pour trois clubs différents de la Ligue nationale de hockey et ce pour un total de 34 parties en quatre saisons.
Pour une première fois, il joue plus de deux saisons avec le même club à partir de la saison 2002-2003. Il s'aligne avec le Eisbären Berlin cinq saisons. Il connaît une excellente première campagne et est sélectionné pour représenter les États-Unis lors du Championnat du monde. C'est son unique expérience au niveau international, marquant 5 buts en 6 parties.
En 2007-2008, il joue pour les Capitals de Vienne en Autriche. Il termine par contre sa carrière la saison suivante avec les Nippon Paper Cranes au Japon.

## Statistiques de carrière

### En club
| Saison     | Équipe                       | Ligue       |    | Saison régulière | Saison régulière | Saison régulière | Saison régulière | Saison régulière |   | Séries éliminatoires | Séries éliminatoires | Séries éliminatoires | Séries éliminatoires | Séries éliminatoires |
| Saison     | Équipe                       | Ligue       | PJ | B                | A                | Pts              | Pun              | PJ               | B | A                    | Pts                  | Pun                  |                      |                      |
| 1988-1989  | Blue Jackets de Hibbing      | High-MN     | 22 | 9                | 8                | 17               | 24               | -                | - | -                    | -                    | -                    |                      |                      |
| 1989-1990  | Thunderhawks de Grand Rapids | High-MN     | 28 | 12               | 17               | 29               | 73               | -                | - | -                    | -                    | -                    |                      |                      |
| 1990-1991  | Thunderhawks de Grand Rapids | High-MN     | 28 | 28               | 45               | 73               | 25               | -                | - | -                    | -                    | -                    |                      |                      |
| 1991-1992  | Badgers du Wisconsin         | NCAA        | 41 | 11               | 10               | 21               | 45               | -                | - | -                    | -                    | -                    |                      |                      |
| 1992-1993  | Badgers du Wisconsin         | NCAA        | 42 | 25               | 29               | 54               | 54               | -                | - | -                    | -                    | -                    |                      |                      |
| 1993-1994  | Badgers du Wisconsin         | NCAA        | 42 | 20               | 44               | 64               | 81               | -                | - | -                    | -                    | -                    |                      |                      |
| 1994-1995  | Maple Leafs de Saint-Jean    | LAH         | 53 | 27               | 23               | 50               | 51               | 4                | 0 | 2                    | 2                    | 4                    |                      |                      |
| 1995-1996  | Maple Leafs de Saint-Jean    | LAH         | 78 | 29               | 49               | 78               | 85               | 2                | 0 | 1                    | 1                    | 4                    |                      |                      |
| 1995-1996  | Maple Leafs de Toronto       | LNH         | 1  | 0                | 1                | 1                | 2                | -                | - | -                    | -                    | -                    |                      |                      |
| 1996-1997  | Maple Leafs de Saint-Jean    | LAH         | 29 | 9                | 22               | 31               | 36               | -                | - | -                    | -                    | -                    |                      |                      |
| 1996-1997  | Solar Bears d'Orlando        | LIH         | 25 | 9                | 6                | 15               | 20               | 9                | 6 | 5                    | 11                   | 16                   |                      |                      |
| 1996-1997  | Maple Leafs de Toronto       | LNH         | 22 | 0                | 2                | 2                | 2                | -                | - | -                    | -                    | -                    |                      |                      |
| 1997-1998  | Solar Bears d'Orlando        | LIH         | 22 | 2                | 6                | 8                | 20               | -                | - | -                    | -                    | -                    |                      |                      |
| 1997-1998  | Admirals de Milwaukee        | LIH         | 40 | 20               | 24               | 44               | 32               | 10               | 5 | 2                    | 7                    | 4                    |                      |                      |
| 1997-1998  | Maple Leafs de Saint-Jean    | LAH         | 17 | 5                | 2                | 7                | 24               | -                | - | -                    | -                    | -                    |                      |                      |
| 1998-1999  | K-Wings du Michigan          | LIH         | 74 | 17               | 33               | 50               | 88               | 5                | 2 | 2                    | 4                    | 16                   |                      |                      |
| 1998-1999  | Stars de Dallas              | LNH         | 1  | 0                | 0                | 0                | 0                | -                | - | -                    | -                    | -                    |                      |                      |
| 1999-2000  | K-Wings du Michigan          | LIH         | 78 | 21               | 41               | 62               | 89               | -                | - | -                    | -                    | -                    |                      |                      |
| 2000-2001  | Bears de Hershey             | LAH         | 70 | 23               | 40               | 63               | 68               | 12               | 2 | 9                    | 11                   | 10                   |                      |                      |
| 2001-2002  | Bears de Hershey             | LAH         | 63 | 22               | 25               | 47               | 92               | 8                | 2 | 1                    | 3                    | 6                    |                      |                      |
| 2001-2002  | Avalanche du Colorado        | LNH         | 10 | 2                | 0                | 2                | 2                | -                | - | -                    | -                    | -                    |                      |                      |
| 2002-2003  | Eisbären Berlin              | DEL         | 51 | 20               | 32               | 52               | 74               | 9                | 3 | 3                    | 6                    | 20                   |                      |                      |
| 2003-2004  | Eisbären Berlin              | DEL         | 42 | 20               | 23               | 43               | 86               | 11               | 6 | 7                    | 13                   | 6                    |                      |                      |
| 2004-2005  | Eisbären Berlin              | DEL         | 43 | 17               | 16               | 33               | 54               | 7                | 1 | 5                    | 6                    | 4                    |                      |                      |
| 2005-2006  | Eisbären Berlin              | DEL         | 33 | 15               | 17               | 32               | 22               | 11               | 3 | 5                    | 8                    | 12                   |                      |                      |
| 2006-2007  | Eisbären Berlin              | DEL         | 47 | 13               | 15               | 28               | 60               | 3                | 0 | 0                    | 0                    | 6                    |                      |                      |
| 2007-2008  | Capitals de Vienne           | EBEL        | 44 | 7                | 29               | 36               | 58               | 7                | 1 | 3                    | 4                    | 12                   |                      |                      |
| 2008-2009  | Nippon Paper Cranes          | Asia League | 20 | 9                | 14               | 23               | 52               | -                | - | -                    | -                    | -                    |                      |                      |
| Totaux LNH | Totaux LNH                   | Totaux LNH  | 34 | 2                | 3                | 5                | 6                | -                | - | -                    | -                    | -                    |                      |                      |

### En équipe nationale
| Année | Équipe     | Compétition          |   | PJ | B | A | Pts | Pun          |  | Résultats |
| 2003  | États-Unis | Championnat du monde | 6 | 5  | 0 | 5 | 2   | 13e position |  |           |

## Trophées et honneurs personnels
- Western Collegiate Hockey Association
  - 1993-1994 : nommé dans 1re équipe d'étoiles

## Transactions en carrière
- 3 octobre 1994 : échangé aux Maple Leafs de Toronto par les Kings de Los Angeles avec Guy Leveque, Shayne Toporowski et Dixon Ward en retour de Éric Lacroix, Chris Snell et d'un choix de 4e ronde (Éric Bélanger) lors du repêchage d'entrée dans la LNH en 1996.
- 2 juillet 1998 : signe un contrat comme agent libre avec les Stars de Dallas.
- 29 août 2000 : signe un contrat comme agent libre avec l'Avalanche du Colorado.